# Eiconaxius rotundifrons
Eiconaxius rotundifrons är en kräftdjursart som beskrevs av Eugène Louis Bouvier 1905. Eiconaxius rotundifrons ingår i släktet Eiconaxius och familjen Axiidae. Inga underarter finns listade i Catalogue of Life.